# Morcourt, Aisne

Morcourt este o comună în departamentul Aisne din nordul Franței. În 1 ianuarie 2022 avea o populație de 545 de locuitori.